# Sabine Frommel
Sabine Frommel (* 1955 in Katlenburg-Lindau) ist eine deutsche Architektur- und Kunsthistorikerin mit Forschungsschwerpunkten in der französischen und italienischen Renaissance.

## Leben
Sabine Frommel studierte ab 1976 Architektur an der Fachhochschule und der Kunstakademie in Düsseldorf und schloss ihr Studium 1982 mit dem Architektur-Diplom ab. Als Studentin an der Philipps-Universität Marburg, wo sie sich auf Architekturgeschichte spezialisierte, nahm sie mit einem Stipendium des deutschen Staates ein Studium in Paris auf und erhielt 1985 mit einer Arbeit mit dem Titel „Imitation und Erfindung im Werk von Percier und Fontaine“ das französische Architektendiplom (DPLG). Im Jahr 1995 verteidigte sie ihre kunsthistorische Dissertation über den Architekten Sebastiano Serlio und das Schloss Ancy-le-Franc an der Universität Marburg (Doktorvater Heinrich Klotz). 2001 erfolgte ihre Habilitation (habilitation à diriger des recherches) an der Université Paris IV.
Von 1985 bis 2003 war Sabine Frommel Professorin für Architekturgeschichte an der École nationale supérieure d’architecture de Paris-La Villette (ENSAPLV). 1998–2003 lehrte sie zugleich Architektur der Neuzeit an der Università degli Studi de la Tuscia in Viterbo. Seit 2003 ist sie Studienleiterin (Directeur d'études) für Kunstgeschichte der Renaissance an der École pratique des hautes études; seit 2024 leitet sie außerdem das Team Histara (EA 7347).
Sabine Frommel ist mit dem Kunst- und Architekturhistoriker Christoph Luitpold Frommel verheiratet.

## Schriften (Auswahl)
- Peindre l’architecture durant la Renaissance italienne. Origines, évolution, transmission d'une pratique polyvalente (coll. La chaire du Louvre), Paris : Hazan/Louvre éditions, 2020.
- mit Jean Guillaume: Léonard de Vinci et l’architecture, Paris, Mare et Martin, 2019 (ital. Ausgabe: Leonardo da Vinci e l’architettura, Modène: Franco Cosimo Panini, 2019).
- Leonardo da Vinci: Architektur und Erfindungen, Stuttgart : Belser, 2019.
- Giuliano da Sangallo. Architekt der Renaissance. Leben und Werk, Berlin/Boston : De Gruyter, 2019
- Giuliano da Sangallo, Florenz : Edifir Edizioni, 2014.
- Sebastiano Serlio architect (überarbeitete engl. Ausgabe), London : Phaidon Press, 2003.
- Sebastiano Serlio architecte de la Renaissance (überarbeitete frz. Ausgabe), Paris : Gallimard, 2002.
- Sebastiano Serlio architetto, Mailand, Electa, 1998, 400 p.

### Herausgeberschaften
- mit P. Migasiewicz: La sculpture au service du pouvoir dans l’Europe de l’époque moderne, Rom: Campisano, 2019.
- mit E. Leuschner, V. Droguet, T. Kirchner: Construire avec le corps humain. Bauen mit dem menschlichen Körper, 2 vol., Rom : Campisano, 2018.
- mit P. A. Galera: El patio circular en la arquitectura del Renacimiento. De la casa de Mantegna al palacio de Carlo V, Sévilla : Universidad Internacional de Andalucia, 2018.
- mit  M.Antonucci: Da Bologna all’Europa: artisti bolgnesi in Portogallo secoli XVI-XIX, Bologna : Bononia University Press, 2017.
- mit J.-Ph. Garric: I disegni di Charles Percier (1764–1838). Emilia e Romagna in 1791, Rom : Campisano, 2017.
- Incisioni di architettura e di ornamento all’inizio dell’era moderna: processi di migrazione in Europa, a cura di SF e E. Leuschner (Katalog in ital. Sprache von: Architektur- und Ornamentgraphik der Frühen Neuzeit : Migrationsprozesse in Europa / Gravures d’architecture et d’ornement au début de l’époque moderne : processus de migration en Europe), Rom : Campisano, 2016.
- mit  G. Wolf: Architettura Picta. Nell’arte italiana da Giotto a Veronese, Modène : Panini, 2016.
- mit  M. Hochmann, Ph. Sénéchal: André Chastel. Méthodes et combats d’un historien de l’art, Paris : NHA/Éditions Picard, 2015.